# Streptocephalus kargesi
Streptocephalus kargesi là một loài động vật giáp xác thuộc họ Streptocephalidae. Đây là loài đặc hữu của México.